# JIN-仁- (宝塚歌劇)
『JIN-仁-』（じん）は、宝塚歌劇団によって制作されたミュージカル作品。原作は村上もとかによる同名の漫画。
形式名は「グランステージ」。宝塚・東京は15場。
脚本・演出は齋藤吉正。

## 公演記録
2012年 - 雪組公演
- 10月12日から11月12日（新人公演：10月30日）に宝塚大劇場と11月23日から12月24日（新人公演：12月6日）に東京宝塚劇場で上演。併演は、ショー・ファンタジー『GOLD SPARK! - この一瞬を永遠に -』。
- 音月桂と舞羽美海のトップコンビ退団公演であった。

2013年 - 月組公演
- 11月15日から12月8日に全国ツアー公演で再演。併演は、グランド・レビュー『Fantastic Energy!』。

| 公演日         | 開演時間 （日本標準時） | 開演時間 （日本標準時） | 公演場所                                                         |
| 11月15日（金） | -                       | 16:00                   | 相模女子大学グリーンホール (グリーンホール相模大野) （神奈川県） |
| 11月16日（土） | 12:00                   | 16:00                   | 相模女子大学グリーンホール (グリーンホール相模大野) （神奈川県） |
| 11月17日（日） | 12:00                   | 16:00                   | 相模女子大学グリーンホール (グリーンホール相模大野) （神奈川県） |
| 11月20日（水） | 14:00                   | 18:00                   | 宇都宮市文化会館（栃木県）                                       |
| 11月21日（木） | 13:30                   | 18:00                   | ひたちなか市文化会館（茨城県）                                   |
| 11月23日（土） | 14:00                   | 18:00                   | さいたま市文化センター（埼玉県）                                 |
| 11月24日（日） | 14:00                   | 18:00                   | 府中の森芸術劇場（東京都）                                       |
| 11月26日（火） | 14:00                   | 18:00                   | 瀬戸市文化センター（愛知県）                                     |
| 11月27日（水） | 14:00                   | 18:00                   | 羽島市文化センター・スカイホール （岐阜県）                      |
| 11月28日（木） | 14:00                   | 18:00                   | 守山市民ホール（滋賀県）                                         |
| 11月30日（土） | 14:00                   | 18:00                   | 宝山ホール (鹿児島県文化センター) （鹿児島県）                   |
| 12月1日（日）  | 12:00                   | 16:00                   | 宝山ホール (鹿児島県文化センター) （鹿児島県）                   |
| 12月3日（火）  | 13:30                   | 18:00                   | 宮崎市民文化ホール（宮崎県）                                     |
| 12月5日（木）  | 14:00                   | 18:00                   | 佐賀市文化会館（佐賀県）                                         |
| 12月7日（土）  | 14:00                   | 18:00                   | 梅田芸術劇場・メインホール （大阪府）                            |
| 12月8日（日）  | 12:00                   | 16:30                   | 梅田芸術劇場・メインホール （大阪府）                            |
| -------------- | ----------------------- | ----------------------- | ---------------------------------------------------------------- |

## スタッフ

### 2012年
宝塚大劇場公演
- 作曲・編曲：青木朝子、手島恭子
- 音楽指揮：寺嶋昌夫
- 振付：花柳寿楽、AYAKO
- 殺陣：清家三彦
- 装置：國包洋子
- 衣装監修：有村淳
- 衣装：加藤真美
- 照明：佐渡孝治
- 音響：大坪正仁
- 小道具：石橋清利
- 歌舞伎監修：中村亀鶴
- 歌唱指導：楊淑美
- 映像コーディネート：日本パルス
- 映像デザイン：佐川明日香
- 演出助手：岡本寛子
- 舞台進行：日笠山秀観
- 舞台美術製作（併演作品と共通）：株式会社宝塚舞台
- 演奏（併演作品と共通）：宝塚歌劇オーケストラ
- 制作（併演作品と共通）：角田康久
- 制作・著作（併演作品と共通）：宝塚歌劇団
- 主催（併演作品と共通）：株式会社阪急電鉄

## 主な配役
| 役名                                     | 2012年雪組                                 | 2012年雪組 | 2013年月組      |
| 役名                                     | 本公演                                     | 新人公演   | 2013年月組      |
| ---------------------------------------- | ------------------------------------------ | ---------- | --------------- |
| 南方仁（現代の脳外科医）                 | 音月桂                                     | 彩風咲奈   | 龍真咲          |
| 橘咲（旗本の娘）／ 結命（仁の恋人）      | 舞羽美海                                   | 透水さらさ | 愛希れいか      |
| 坂本龍馬（元土佐藩士）                   | 早霧せいな                                 | 彩凪翔     | 沙央くらま      |
| 勝麟太郎〔海舟〕 （徳川幕府の軍艦奉行）  | 北翔海莉                                   | 真那春人   | 光月るう        |
| 橘恭太郎（旗本、咲の兄）                 | 未涼亜希                                   | 煌羽レオ   | 美弥るりか      |
| 佐分利祐輔（蘭方医）                     | 沙央くらま                                 | 帆風成海   | 宇月颯          |
| 野風（呼び出し花魁）                     | 愛加あゆ                                   | 夢華あみ   | 花陽みら        |
| 橘栄（咲の母）                           | 梨花ますみ                                 | 舞園るり   | 憧花ゆりの      |
| 緒方洪庵（西洋医学所頭取）               | 飛鳥裕                                     | 悠斗イリヤ | 飛鳥裕          |
| 山田純庵（元西洋医学所の医師）           | 彩凪翔                                     | 桜路薫     | 千海華蘭        |
| 新門辰五郎（火消し「を組」頭取）         | 夏美よう                                   | 大澄れい   | 夏美よう        |
| 千吉（「を組」の火消し）                 | 夢乃聖夏                                   | 永久輝せあ | 珠城りょう      |
| ジャン・ルロン（フランス人商人）         | 鳳翔大                                     | 真地佑果   | 瑞羽奏都        |
| 中岡慎太郎（龍馬の盟友）                 | 蓮城まこと                                 | 月城かなと | 美翔かずき      |
| 高岡玄斉 （京都見廻組の刺客）            | 彩風咲奈                                   | 久城あす   | 鳳月杏          |
| 近藤勇（新撰組局長）                     | 香綾しずる                                 | 凰いぶき   | 有瀬そう        |
| 夕霧（太夫）                             | 花帆杏奈                                   | 桃花ひな   | 都月みあ        |
| お駒 （スリを稼業とする江戸娘）          | 大湖せしる                                 | 星乃あんり | 萌花ゆりあ      |
| 茜 （和菓子屋の看板娘）                  | 透水さらさ                                 | 妃華ゆきの | 晴音アキ        |
| 喜市 （枝豆とゆで卵を売る少年）          | 星乃あんり                                 | 華蓮エミリ | 香咲蘭          |
| 鈴屋タキ（彦三郎の妻）                   | 麻樹ゆめみ                                 | 天舞音さら | 咲希あかね      |
| 松本敦子（看護婦）／ ヨネ（老婆）        | 舞咲りん                                   | 笙乃茅桜   | 茜小夏          |
| 鈴屋彦三郎 （廓屋鈴屋の主人）            | 奏乃はると                                 | 亜聖樹     | 綾月せり        |
| 謎の急患／ 新之助（「を組」の火消し）    | 透真かずき                                 | -          | 星那由貴        |
| お春（武家娘）                           | 白渚すず                                   | 沙羅アンナ | 美里夢乃        |
| 三木半兵衛（刺客）／ 福本 若水（仁友堂） | 央雅光希                                   | -          | 煌海ルイセ      |
| 山本清十郎（刺客）／ 蓑田玄沢（仁友堂）  | 真那春人                                   | -          | 翔我つばき      |
| 澤村田之助（歌舞伎役者）                 | 帆風成海                                   | 橘幸       | 貴澄隼人        |
| 長七郎（読売り）                         | 久城あす                                   | 天月翼     | 響れおな        |
| お夏（武家娘）                           | 愛すみれ                                   | -          | 麗泉里          |
| 大五郎（お駒の弟）                       | 沙羅アンナ                                 | -          | 茜小夏          |
| 運命の舞夢                               | 寿春花果 大樹りょう 桜路薫 凰いぶき 暁千星 | -          | 紫乃小雪 清華蘭 |